# 티비다보 놀이공원

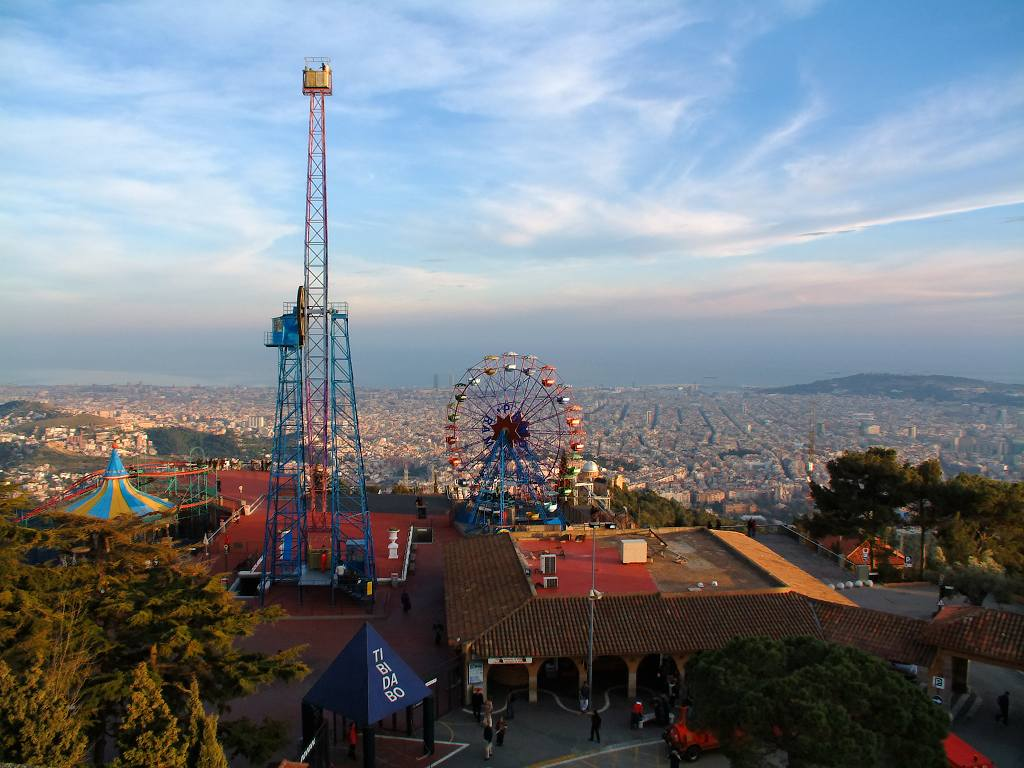
티비다보 놀이공원

티비다보 놀이공원(카탈루냐어: Parc d'Atraccions del Tibidabo, 스페인어: Parque de Atracciones Tibidabo)는 바르셀로나 티비다보에 위치한 놀이공원이다. 1901년 10월 29일 문을 열었다. 스페인 내에서 제일 오래된 놀이공원이며, 유럽에선 2번째로 오래된 놀이공원이다.